# August Schneider (Politiker, 1851)

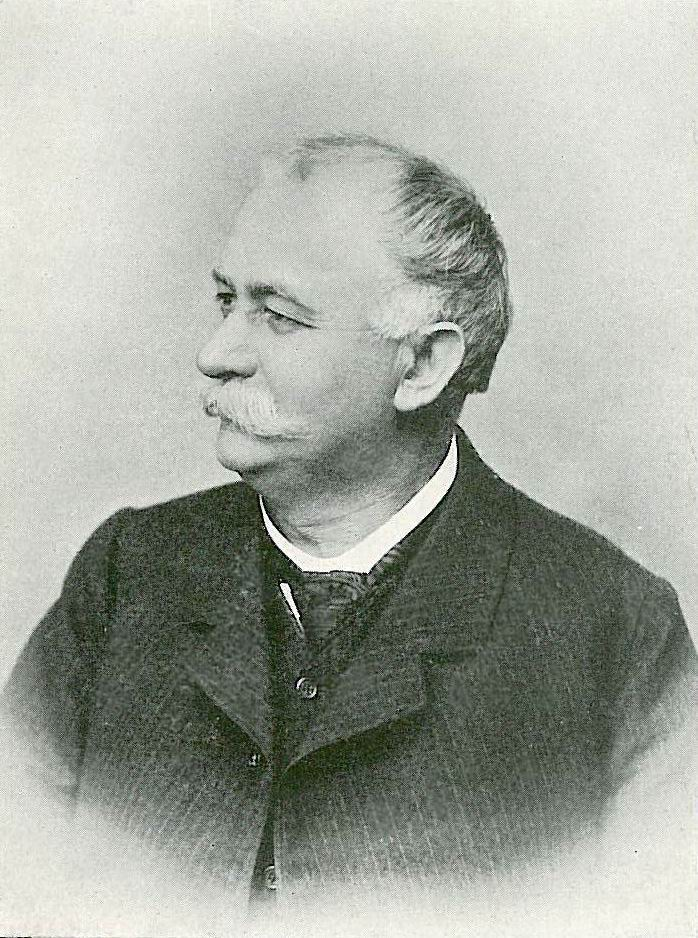
August Schneider

August Schneider (* 20. Oktober 1851 in Lüben, Kreis Lüben; † 25. Juni 1929 in Dresden) war von 1890 bis 1902 Bürgermeister der Stadt Kattowitz in der Provinz Schlesien. August Schneider war weiter Geheimer Justizrat von Kaiser Wilhelm II., Rechtsanwalt und Notar sowie Ehrenbürger der Stadt Kattowitz.

## Leben und Beruf
August Schneider, geboren als Sohn von Kreisgerichtsrat Heinrich E. Schneider in Lüben und als Enkel des Hofrates Otto Heinrich Schneider (geboren 1810 in Glogau), studierte nach dem Abitur an der Universität Breslau, wo er am . Januar 1882 an der Fakultät Rechtswissenschaften das mündliche Examen bestand. Während seines Studiums wurde er 1870 Mitglied der Burschenschaft Germania Breslau. Kurze Zeit später erfolgte die Zulassung durch Eintragung in die Liste der Anwälte beim Amtsgericht in Myslowitz / Kattowitz sowie die Eröffnung einer Kanzlei. Nach einstimmiger Wahl zum Bürgermeister der Stadt Kattowitz erfolgte am 4. August 1890 die Amtseinführung als „Erster Bürgermeister“ mit nachfolgender Amtszeit von 12 Jahren. Am 16. Januar 1902 auf weitere zwölf Jahre gewählt, musste er am 31. Dezember 1902 aus gesundheitlichen Gründen sein Amt niederlegen. Nach seiner Amtszeit als Bürgermeister übte er verschiedene Kanzleitätigkeiten in Berlin und Dresden aus. Schneider verstarb am 25. Juni 1929 im Alter von 78 Jahren in Dresden.

## Ehrungen
August Schneider war ferner Träger des Roten Adlerordens IV. Klasse sowie seit dem 24. Dezember 1902 des preußischen Kronenordens III. Klasse.

## Veröffentlichungen
u. a. Zeitschrift zur Pflege der Kenntnis und Vertretung der Interessen Oberschlesiens, 1. Jahrgang, Heft 1, April 1902, Herausgeber Dr. phil. Zivier, Verlag von Gebrüder Böhm, Kattowitz O.S.